# Distretto di Środa Śląska
Il distretto di Środa Śląska (in polacco powiat średzki) è un distretto polacco appartenente al voivodato della Bassa Slesia.

## Geografia antropica

### Suddivisioni amministrative
Il distretto comprende 5 comuni.
- Comuni urbano-rurali: Środa Śląska
- Comuni rurali: Kostomłoty, Malczyce, Miękinia, Udanin